# 724-й штурмовой авиационный полк
724-й штурмово́й авиацио́нный Радомский Краснознамённый полк — авиационная воинская часть ВВС РККА штурмовой авиации в Великой Отечественной войне.

## Наименование полка
В различные годы своего существования полк имел наименования:
- 5-й скоростной бомбардировочный авиационный полк[1];
- 5-й ближнебомбардировочный авиационный полк[1];
- 5-й бомбардировочный авиационный полк[1];
- ночной бомбардировочный авиационный полк Южного фронта[1];
- 724-й ночной бомбардировочный авиационный полк[1];
- 724-й штурмовой авиационный полк[1];
- 724-й штурмовой авиационный Радомский полк[1];
- 724-й штурмовой авиационный Радомский Краснознамённый полк[1];

## История и боевой путь полка
Полк сформирован в период с 8 по 16 августа 1941 года приказом командующего ВВС Южного фронта № 020 от 8 августа 1941 года в городе Херсон. Полк сформирован в 2-х эскадрильном составе без номера как ночной бомбардировочный авиационный полк Южного фронта по штату 015/136. Командиром полка назначен подполковник Котляр Феодосий Порфирьевич. Формирование полка происходило за счёт разукрупнения 5-го ближнебомбардировочного авиационного полка из 3-й ночной и 5-й авиационных эскадрилий на самолётах СБ и Пе-2. В ноябре полк введён в состав 21-й смешанной авиадивизии и получил номер 724-й ночной бомбардировочный авиационный полк.
С 16 августа по 23 ноября 1941 года полк воевал в составе 21-й смешанной авиадивизии и с 23 ноября 1941 года по 18 марта 1942 года — в составе 66-й авиадивизии Южного фронта. В этот период полк участвовал в налётах на нефтепромыслы Плоешти, Бузэу, Фокшаны, Яссы, Текучин, выполнив 898 боевых вылетов (166 днём и 732 ночью). С 19 по 25 августа полк обеспечивал наступление войск на острове Хортица, а с 28 августа по 26 сентября бомбил переправы противника через Днепр в районе Бреславль и Каховка.
На основании Директивы Командующего ВВС КА 18 марта 1942 года полк сдал самолёты в 459-й ночной скоростной бомбардировочный авиационный полк 66-й авиадивизии Южного фронта и убыл в город Чапаевск в 12-й запасной авиационный полк 1-й запасной штурмовой авиабригады на переучивание на Ил-2. В начале июля полк получил наименование 724-й штурмовой авиационный полк. 17 июля полк в составе 2-х эскадрилий на 20-ти одноместных самолётах Ил-2 прибыл на Западный фронт в состав 233-й штурмовой авиадивизии 1-й воздушной армии.
В период с 5 августа по 28 октября полк вёл боевую работу, нанося штурмовые удары по Ржеву, Зубцеву, Орловскому аэродрому. Всего выполнил 115 боевых вылетов. Внезапным налётом 22 августа на Орловский аэродром уничтожил 21 самолёт противника.
23 ноября 1942 года приказом командующего 1-й воздушной армии № 0409 от 16.11.1942 г. полк выбыл из состава дивизии на доукомплектование и переформирование в 5-й запасной авиаполк 1-й запасной штурмовой авиабригады на аэродром Кинель-Черкассы, где укомплектовался и вёл подготовку как полк «свободных охотников».
После доукомплектования полк вошёл в состав формируемого 11-го смешанного авиационного корпуса Резерва Ставки ВГК. Корпус формировался по новому принципу управления, который сводился к тому, что все авиационные полки подчинялись непосредственно командованию корпуса, минуя дивизионную инстанцию. С 24 июля полк в составе корпуса приступил к боевым действиям в составе 15-й воздушной армии Брянского фронта. На Брянском фронте полк воевал с 3 августа по 1 ноября 1943 года. На следующий день после начала боевых действий в бою погиб командир полка подполковник Ярославцев.
За этот период полк выполнил 549 боевых вылетов, нанося штурмовые удары по переднему краю обороны противника, уничтожая живую силу и технику противника в районах Карачев, Дятьково, Хотынец, Брянск, Рославль, Глянцы, Унеча, Мглин. Боевые задачи полк выполнял группами по 6 — 18 самолётов или способом «Свободная охота» парами или звеном. Налётом на аэродром Карачев полк уничтожил 73 самолёта, а при нанесении удара 7 — 8 августа по станции Хотынец полк уничтожил около 27 танков и 159 автомашин, 7 батарей и один эшелон. После удара станция не работала 3 суток.
10 октября 1943 года переименован Брянский фронт в Прибалтийский фронт, а 20 октября 1943 года на основании приказа Ставки ВГК от 16 октября 1943 года фронт переименован во 2-й Прибалтийский фронт. С 14 января полк принимает участие Ленинградско-Новгородской операции, проводимой с целью разгрома немецкой группы армий «Север», полного снятия блокады Ленинграда и освобождения Ленинградской области. В период с 13 декабря 1943 года по 20 мая 1944 года полк наносил удары по живой силе и опорным пунктам противника в районах Пушкинские Горы, Опочка, Остров, Пурино, Маево, Зобелье, Пустошка и Идрица. Выполнил 429 боевых вылетов.
С 20 мая 1944 года полк вошёл в состав сформированной 199-й штурмовой авиационной дивизии 4-го штурмового авиационного корпуса Резерва Ставки ВГК. С 24 июня 1944 года дивизия в составе 4-го штурмового авиационного корпуса начала боевые действия на главном направлении 1-го Белорусского фронта, участвуя в Бобруйской операции. Боевая задача дивизии на этот период состояла в содействии наступлению 3-й армии по прорыву оборону противника на участке Петровка, Тихиничи, Слапища; с прорывом обороны взаимодействовать с 9-м танковым корпусом, входящим в прорыв, имеющего задачу захвата переправ через р. Березина у Бобруйска и не допустить отход Рогачёвско-Жлобинской группировки противника. Полк базировался на аэродроме Хорошевка и насчитывал 16 самолётов Ил-2 и 24 лётчика. Полк выполнял боевую задачу нанесением штурмовых ударов способом «Свободная охота» в районах Крушиновка, Старцы, Березино, Рогачёв, Осиповичи. Всего полк выполнил 253 боевых вылета.
Указом Президиума Верховного Совета СССР от 2 августа 1944 года за образцовое выполнение боевых заданий командования на фронте борьбы с немецкими захватчиками и проявленные при этом доблесть и мужество награждён орденом Красного Знамени. 2 августа боевым распоряжением № 041 от 01.08.1944 г. штаба 4-го шак 724-й штурмовой авиационный полк убыл в распоряжение Главного маршала авиации Новикова. Приказом 1-го САК № 089 от 26.08.1944 г. полк вошёл в состав 300-й штурмовой авиационной дивизии 1-го смешанного авиационного корпуса Резерва Ставки ВГК. С 14 ноября с дивизией в составе 9-го штурмового авиационного корпуса, а с 21 ноября в боевом составе 16-й воздушной армии 1-го Белорусского фронта. С 14 января 1945 года полк наносит бомбо-штурмовые удары по переднему краю обороны противника, уничтожая живую силу и технику противника на радомском направлении в районах Радом, Пабьянице, Цепелюв, Пшисуха, Шидловец, Пестркув, Лодзь, Калиш. Полк выполнил 131 боевой вылет.
Полку за отличие в боях при овладении штурмом городом Радом присвоено почётное наименование «Радомский». С 18 февраля 1945 года полк ведёт боевые действия на берлинском направлении. С 6 марта полк во взаимодействии с 5-й ударной армией уничтожает крепость Кюстрин.
Всего за период боевых действий в Великой Отечественной войне полк выполнил 2431 боевой вылет, уничтожил 26 самолётов в воздухе и 151 на земле, 206 танков, 8 паровозов, 409 вагонов, 1843 автомашины, 310 орудий полевой артиллерии, 95 орудий зенитной артиллерии, 8 батарей полевой артиллерии, 55 складов, 84 дома и 34 ДЗОТа, 15 эшелонов, 7 заводов, 4 моста и переправы, до 20000 солдат и офицеров. 9 марта 1945 года полк представлен к присвоению гвардейского звания.
В составе действующей армии полк находился с 27 июля по 23 ноября 1942 года, с 20 июля 1943 года по 7 сентября 1944 года и с 21 ноября 1944 года по 9 мая 1945 года.
В послевоенный период полк с дивизией входили в состав 16-й воздушной армии Группы советских оккупационных войск в Германии. Полк базировался на аэродроме вблизи города Жепин на западе Польши, на границе с Германией. В связи с сокращением Вооружённых сил в послевоенный период полк был расформирован в составе 300-й штурмовой авиационной Томашувской ордена Суворова дивизии 16-й воздушной армии Группы советских оккупационных войск в Германии на аэродроме Жепин.

## Командиры полка
- подполковник Котляр Феодосий Порфирьевич[1], 16.08.1941 -
- старший лейтенант	Плотцев Вениамин Фёдорович, врид, 11.1941
- майор Тысячный Вячеслав Александрович[1],11.1941 — 1943
- подполковник Ярославцев Семён Дмитриевич[1], 1943 — 04.08.1943 (сбит)
- майор Володин Павел Павлович[1], 04.08.1943 — 1944
- подполковник Глебов Владимир Лукич[1], 1944—1945

## В составе соединений и объединений
| Дата          | Фронт (округ)                                   | Армия                | Корпус                                     | Дивизия                             | Примечания |
| ------------- | ----------------------------------------------- | -------------------- | ------------------------------------------ | ----------------------------------- | ---------- |
| 08.08.1941 г. | Южный фронт                                     | 9-я отдельная армия  | ВВС 9-й отдельной армии                    | 21-я смешанная авиационная дивизия  |            |
| 01.10.1941 г. | Южный фронт                                     | ВВС Южного фронта    |                                            | 21-я смешанная авиационная дивизия  |            |
| 23.11.1941 г. | Южный фронт                                     | ВВС Южного фронта    |                                            | 66-я авиационная дивизия            |            |
| 18.03.1942 г. | Приволжский вонный округ                        | ВВС округа           | 1-я запасная штурмовая авиационная бригада | 12-й запасной авиационный полк      |            |
| 17.07.1942 г. | Западный фронт                                  | 1-я воздушная армия  |                                            | 233-я штурмовая авиационная дивизия |            |
| 23.11.1942 г. | Приволжский вонный округ                        | ВВС округа           | 1-я запасная штурмовая авиационная бригада |                                     |            |
| 01.07.1943 г. | Резерв Ставки ВГК                               |                      | 11-й смешанный авиационный корпус          |                                     |            |
| 24.07.1943 г. | Брянский фронт                                  | 15-я воздушная армия | 11-й смешанный авиационный корпус          |                                     |            |
| 10.10.1943 г. | Прибалтийский фронт                             | 15-я воздушная армия | 11-й смешанный авиационный корпус          |                                     |            |
| 20.10.1943 г. | 2-й Прибалтийский фронт                         | 15-я воздушная армия | 11-й смешанный авиационный корпус          |                                     |            |
| 20.05.1944 г. | Резерв Ставки ВГК                               |                      | 4-й штурмовой авиационный корпус           | 199-я штурмовая авиационная дивизия |            |
| 12.06.1944 г. | 1-й Белорусский фронт                           | 16-я воздушная армия | 4-й штурмовой авиационный корпус           | 199-я штурмовая авиационная дивизия |            |
| 02.08.1944 г. | 1-й Белорусский фронт                           | 6-я воздушная армия  |                                            | 300-я штурмовая авиационная дивизия |            |
| 07.09.1944 г. | Резерв ВГК                                      | 6-я воздушная армия  | 1-й смешанный авиационный корпус           | 300-я штурмовая авиационная дивизия |            |
| 31.10.1944 г. | Резерв ВГК                                      |                      | 1-й смешанный авиационный корпус           | 300-я штурмовая авиационная дивизия |            |
| 14.11.1944 г. | Резерв ВГК                                      |                      | 9-й штурмовой авиационный корпус           | 300-я штурмовая авиационная дивизия |            |
| 21.11.1944 г. | 1-й Белорусский фронт                           | 16-я воздушная армия | 9-й штурмовой авиационный корпус           | 300-я штурмовая авиационная дивизия |            |
| 09.05.1945 г. | 1-й Белорусский фронт                           | 16-я воздушная армия | 9-й штурмовой авиационный корпус           | 300-я штурмовая авиационная дивизия |            |
| 10.06.1945 г. | Группа советских оккупационных войск в Германии | 16-я воздушная армия | 9-й штурмовой авиационный корпус           | 300-я штурмовая авиационная дивизия |            |
| 01.12.1945 г. | Группа советских оккупационных войск в Германии | 16-я воздушная армия | 9-й штурмовой авиационный корпус           | 300-я штурмовая авиационная дивизия |            |

## Участие в операциях и битвах
- Тираспольско-Мелитопольская операция[6] — с 18 августа по 28 сентября 1941 года.
- Донбасско-Ростовская стратегическая оборонительная операция[6] — с 29 сентября 1941 года по 16 ноября 1941 года.
- Ростовская наступательная операция[6] — с 17 по 23 ноября 1941 года.
- Ржевская битва:
  - Ржевско-Сычёвская операция — с 30 июля 1942 года по 23 августа 1942 года.
  - Погорело-Городищенская операция — с 30 июля 1942 года по 23 августа 1942 года.
- Курская битва[7] — с 20 июля 1943 года по 23 июля 1943 года.
- Орловская операция «Кутузов» — с 27 июля 1943 года по 18 августа 1943 года.
- Брянская операция[7] — с 17 августа 1943 года по 3 октября 1943 года.
- Битва за Ленинград:
  - Ленинградско-Новгородская операция[7] — с 14 января 1944 года по 1 марта 1944 года.
- Белорусская операция «Багратион» — с 23 июня 1944 года по 29 августа 1944 года.
  - Бобруйская операция — с 24 июня 1944 года по 27 июня 1944 года.
- Висло-Одерская операция — с 12 января 1945 года — 3 февраля 1945 года.
- Варшавско-Познанская наступательная операция — с 14 января 1945 года по 24 января 1945 года.
- Восточно-Померанская операция — с 10 февраля 1945 года по 4 апреля 1945 года.
- Берлинская наступательная операция — с 16 апреля 1945 года по 8 мая 1945 года.

## Награды
- 724-й штурмовой авиационный полк Указом Президиума Верховного Совета СССР от 2 августа 1944 года за образцовое выполнение боевых заданий командования на фронте борьбы с немецкими захватчиками и проявленные при этом доблесть и мужество награждён орденом Красного Знамени[8][9].

## Почётные наименования
- 724-му штурмовому авиационному Краснознамённому полку за отличие в боях при овладении штурмом крупным промышленным центром Польши городом Радом — важным узлом коммуникаций и сильным опорным пнктом обороны немцев Приказом НКО № 09 от 19 февраля 1945 года[1] и на основании Приказа ВГК № 222 от 16 января 1945 года присвоено почётное наименование «Радомский»[3].

## Благодарности Верховного Главнокомандующего
Воинам полка в составе 300-й штурмовой авиадивизии объявлены благодарности Верховного Главнокомандующего:
- За овладение крупным промышленным центром Польши городом Радом — важным узлом коммуникаций и сильным опорным пунктом обороны немцев[10]
- За овладение городами Лодзь, Кутно, Томашув (Томашов), Гостынин и Ленчица[11]
- За овладение городом Калиш[12]
- За овладение городами Бервальде, Темпельбург, Фалькенбург, Драмбург, Вангерин, Лабес, Фрайенвальде, Шифельбайн, Регенвальде и Керлин[13]
- За овладение городом и крепостью Кистжинь (Кюстрин)[14].

## Отличившиеся воины
- Попов Николай Исаакович, капитан, командир эскадрильи 724-го штурмового авиационного полка 300-й штурмовой авиационной дивизии 9-го штурмового авиационного корпуса 16-й воздушной армии Указом Президиума Верховного Совета СССР от 15 мая 1946 года удостоен звания Герой Советского Союза. Золотая Звезда № 7058.